# جيمس ليون
جيمس ليون (بالإنجليزية: James Lyon) هو ملحن أمريكي، ولد في 1 يوليو 1735 في نيوآرك في الولايات المتحدة، وتوفي في 12 أكتوبر 1794.

## وصلات خارجية
- جيمس ليون على موقع ميوزك برينز (الإنجليزية)
- جيمس ليون على موقع أول ميوزيك (الإنجليزية)